# هايدي مولر
هايدي مولر (بالإنجليزية: Heidi Mueller)‏ هي ممثلة أمريكية، ولدت في 29 يناير 1982 في سينسيناتي في الولايات المتحدة.

## أعمال

### مسلسلات
- باشينز

## وصلات خارجية
- هايدي مولر على موقع IMDb (الإنجليزية)
- هايدي مولر على موقع ألو سيني (الفرنسية)
- هايدي مولر على موقع أول موفي (الإنجليزية)
- هايدي مولر على موقع إن إن دي بي (الإنجليزية)
- هايدي مولر على موقع قاعدة بيانات الفيلم (الإنجليزية)
- هايدي مولر على موقع كينوبويسك (الروسية)